# Lương Đình Hồng
Lương Đình Hồng, sinh năm 1963, là một tướng lĩnh Quân đội nhân dân Việt Nam, quân hàm Thượng tướng, nguyên Bí thư Đảng ủy, nguyên Chính ủy Học viện Quốc phòng. Ông nguyên là Bí thư Đảng ủy, Chính ủy Trường Sĩ quan Lục quân 1, nguyên Phó Chủ nhiệm Ủy ban Kiểm tra Quân ủy Trung ương, nguyên Bí thư Đảng ủy, Chính ủy Quân đoàn 1. Ông là sĩ quan đầu tiên giữ chức vụ  Chính ủy Học viện Quốc phòng  được thăng quân hàm Thượng tướng.

## Thân thế và sự nghiệp
Ông sinh năm 1963, quê ở xóm B thôn Quán Trạch xã Liên Nghĩa, huyện Văn Giang, tỉnh Hưng Yên.
Ông học tại trường sĩ quan Pháo binh.
Trước năm 2011, ông là Chính ủy Sư đoàn 312, Quân đoàn 1.
Tháng 6 năm 2011, ông được bổ nhiệm giữ chức Chủ nhiệm Chính trị sau đó là Phó Chính ủy Quân đoàn 1.
Năm 2014, ông được bổ nhiệm làm Bí thư Đảng ủy, Chính ủy Quân đoàn 1 đồng thời thăng quân hàm Thiếu tướng.
Năm 2015, bổ nhiệm giữ chức Phó Chủ nhiệm Ủy ban Kiểm tra Quân ủy Trung ương.
Năm 2017, ông được điều động về làm Bí thư Đảng ủy, Chính ủy Trường Sĩ quan Lục quân 1.
Năm 2018, ông được bổ nhiệm về làm Bí thư Đảng ủy, Chính ủy Học viện Quốc phòng.
Tháng 6 năm 2018, ông được thăng quân hàm Trung tướng.
Tháng 5 năm 2022, ông được thăng quân hàm Thượng tướng. Ông là sĩ quan đầu tiên giữ chức vụ  Chính ủy Học viện Quốc phòng  được thăng quân hàm Thượng tướng.
Ngày 1/11/2023, Phó thủ tướng Trần Lưu Quang đã ký các quyết định nghỉ hưu đối với một số cán bộ thuộc Bộ Quốc phòng.
Theo Quyết định số 1047/QĐ-TTg, Thượng tướng Lương Đình Hồng, Chính ủy Học viện Quốc phòng, Bộ Quốc phòng, nghỉ hưu theo chế độ từ ngày 1/11/2023.

## Gia đình
Bố đẻ là Lương Đình Thìn cũng là sĩ quan quân đội hàm cấp tá đã nghỉ hưu tại quê.
Ông có con trai là Trung tá Lương Trung Hiếu Giảng viên khoa Chiến dịch, Học viện Quốc phòng